# Contea di Washington (Illinois)
La contea di Washington (in inglese Washington County) è una contea dello Stato dell'Illinois, negli Stati Uniti. La popolazione al censimento del 2000 era di 15 148 abitanti. Il capoluogo di contea è Nashville.